# 扎克里皇室勋章
最杰出的扎克里皇室勋章，是泰國的一種勳章。1882年，暹羅（今泰國）國王朱拉隆功（拉瑪五世）為了紀念曼谷建城一百週年創立了該勳章。此勳章目前僅授予扎克里皇室成員或外國元首、外國皇室成員。
扎克里皇室勳章僅設有騎士級這一個等級。其中，授予君主勳章在星章及墜飾上均裝飾有鑽石；授予君主配偶的勳章則在星章上均裝飾有鑽石；授予其他人士的勳章均無如是裝飾。
歷史上，扎克里皇室勳章還曾有過顧問級、樞密級、軍官級三個等級，其中持有顧問級勳章的只有Chao Phraya Passakorawong (Phon Bunnag)一人，持有樞密級勳章的只有Prapakorn Malakul一人，而持有軍官級勳章的只有Phra Banroepakdi (Korn Kornsut)一人。